# ازجیسواف بکشینسکی
ازجیسواف بِکشینسکی (به لهستانی: Zdzisław Beksiński؛ ‏ تلفظ لهستانی: [ˈzd͡ʑiswaf bɛkˈɕiɲskʲi]) فوریهٔ ۱۹۲۹ – ۲۱ فوریه ۲۰۰۵) عکاس، نقاش و مجسمه‌ساز لهستانی، متخصص در سبک سورئالیسم و زمینهٔ ترسیم جنبه‌های تاریک جوامع و ویرانشهرها بود. بکشینسکی، نقاشی‌هایش را به گفته خودش در روشی باروک یا که گوتیک می‌کشید. آثار وی در دو دورهٔ زمانی خلق شدند. دوره اول از کارهایش به‌طور کلی در رنگ‌های اکسپرسیونیسم، با سبک محکمی از رئالیسم خیالی و معماری سورئال مطرح می‌شد، همانند یک سناریوی آخرالزمانی. دورهٔ دوم شامل سبک انتزاعی بیشتر، همراه با رعایت خصوصیات و امکانات اصلی فرمگرایی بود.
بکشینسکی در فبریهٔ سال ۲۰۰۵ میلادی در آپارتمانش واقع در ورشو، به دست فردی ۱۹ ساله از ولومین با ضربات چاقو به قتل رسید. قاتل نوجوان از آشنایان بکشینسکی بود و دلیل قتل، خودداری بکشینسکی از پرداخت پول به وی گزارش شد.

## زندگی
بکشینسکی در سانوک، واقع در بخش جنوبی لهستان متولد شد. وی معماری را در شهر کراکوف آموخت. در سال ۱۹۹۵ میلادی، به سانوک بازگشت و به عنوان مهندس ناظر مشغول به کار شد، اما پی برد که از این کار خوشش نمی‌آید. در حین این دوره متوجه علاقه اش به عکاسی مونتاژ، مجسمه‌سازی و نقاشی شد. در ابتدای کار مجسمه‌سازی اش، از مواد و ملات ساختمان سازی برای کارهایش استفاده می‌کرد. تجربه‌های عکاسی پیشین وی پیشگامی برای نقاشی‌های آینده اش، مانند ترسیم چین و چروک‌های خاص و عجیب، منظرهٔ ویرانه‌ها یا ترسیم صورت اشیای بیجان بر روی سطوح زبر و خشن شد. نقاشی‌های وی غالباً تصویرگر تشویش و اضظراب بود. از جمله صورتک‌های عروسکی تکه‌تکه شده و چهره‌هایی که در نقاشی با بانداج و نوار زخم پوشیده یا مبهم شده‌اند. تمرکز اصلی وی بر نقاشی انتزاعی بود، گرچه بنظر می‌رسد که آثارش در دههٔ ۱۹۶۰ میلادی از سورئالیسم الهام گرفته شده‌است.

### نقاشی

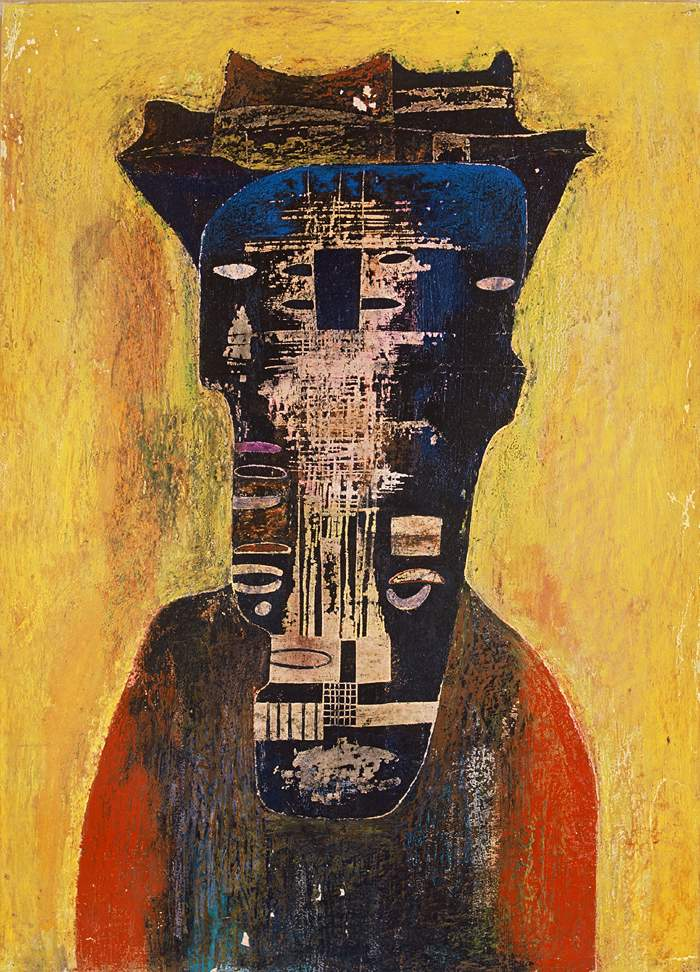
نقاشی بدون عنوان (۱۹۵۸ میلادی)

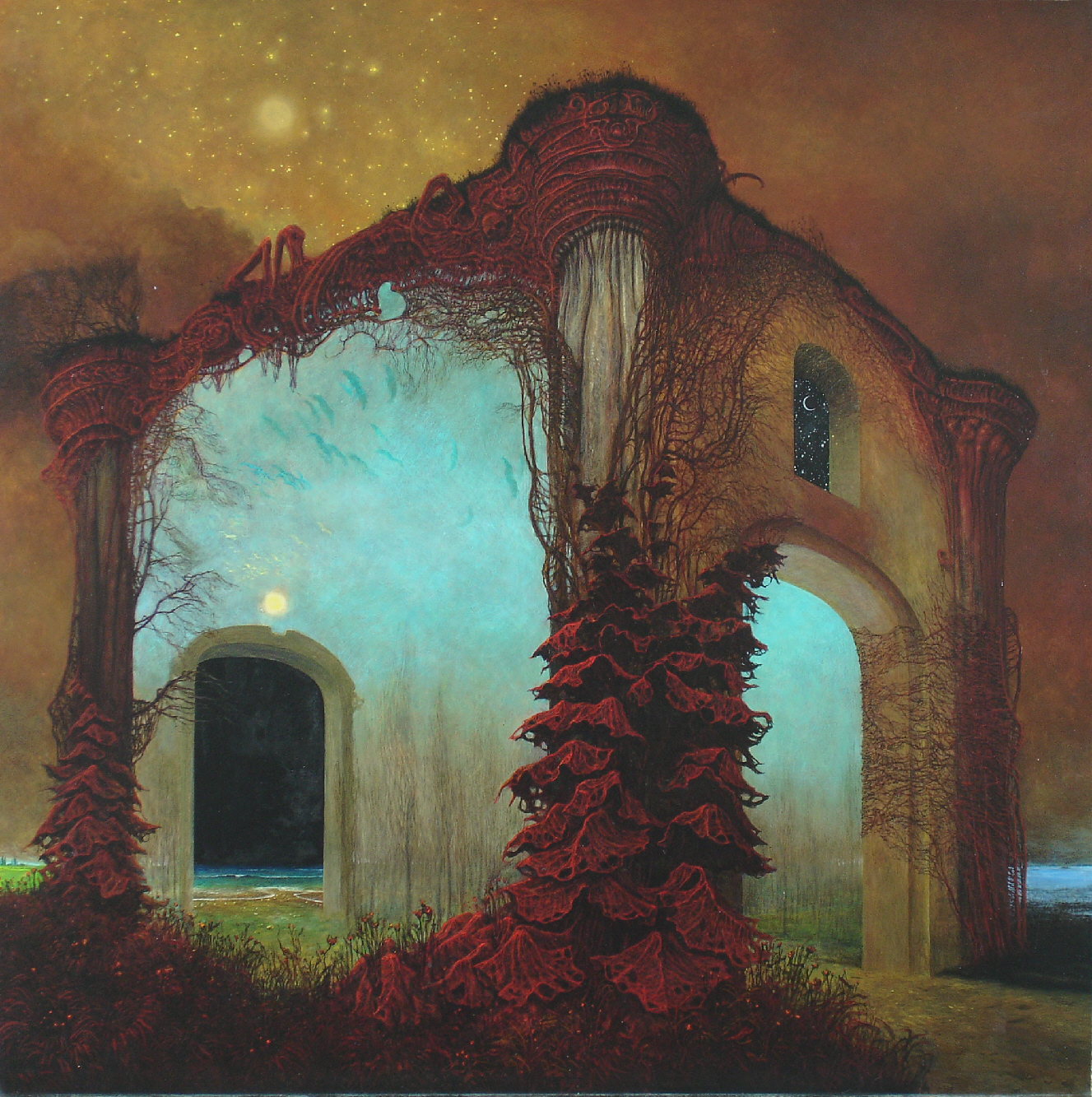
نقاشی رنگ روغن ملقب به AA78 (۱۹۷۸)

بکشینسکی به عنوان یک هنرمند، هیچ تحصیلات رسمی ای نداشت. او فارغ‌التحصیل دانشکدهٔ معماری از دانشگاه پلی تکنیک کراکوف بود و مدرک کارشناسی ارشد خود را در سال ۱۹۵۲ میلادی دریافت کرد. نقاشی‌هایش در اصل با استفاده از رنگ روغن به روی تخته ای فشاری که توسط خودش آماده می‌شد خلق شدند، البته که وی نقاشی اکریلیک را هم تجربه کرد. از سکوت انزجار داشت و همیشه به هنگام نقاشی به موسیقی کلاسیک گوش می‌نواخت. هرچند که عاشق موسیقی کلاسیک بود، ولی موسیقی راک را هم تقدیر می‌کرد.

### رئالیسم خارق‌العاده
عمده موفقیت بکشینسکی در نمایشگاهی در سال ۱۹۶۴ میلادی در ورشو برایش بدست آمد، به گونه ای که تمام آثارش به فروش رسید.
بکشینسکی به نقاشی کردن در حالی که به موسیقی کلاسیک گوش می‌داد، با شور و هیجانی متعهد شده بود. او به زودی به شکلی پیشرو از هنر امروزی لهستان تبدیل شد. در اواخر دههٔ ۱۹۶۰ میلادی، بکشینسکی وارد دوره ای شد که خود آن را «دورهٔ خارق‌العاده» می‌نامید و این دوره تا اواسط دههٔ ۱۹۸۰ ادامه یافت. این شناخته شده‌ترین دورهٔ وی است. در این میان بود که بسیاری از تصاویر متشوش و حزن‌آلود، طبیعت و محیط‌های سورئالیستی با جزئیات بسیاری از صحنه‌های مرگ، فساد و تباهی، مناظر اشباع شده از اسکلت و استخوان، اشکال ناقص و منظره‌هایی از بیابان را در نقاشی‌هایش به تصویر کشید و خلق کرد. این نقاشی‌ها تماماً پر از جزئیات‌اند، به گونه‌ای که با نشان تجاری‌اش یعنی همان دقت و صراحتش در کار، نقاشی می‌شدند. در آن زمان بکشینسکی ادعا کرد که «می‌خواهم به روشی نقاشی کنم که انگار از رؤیاها عکاسی می‌کنم».
با وجود مفاهیمی ترسناک در نقاشی‌های بکشینسکی، وی ادعا نمود که بعضی از کارهایش دچار سوءتفاهم شده‌اند. در نظر خودش، آثارش ترجیحاً خوشبینانه یا حتی طنز آمیز بود. بکشینسکی بر آن پافشاری می‌کرد که از معنای آثارش بیخبر و نسبت به تفاسیر آنها بی‌انگیزه است؛ به همین دلیل، از عنوان گذاری برای آنها خود داری می‌نمود. پیش از آن که در سال ۱۹۷۷ میلادی به ورشو نقل مکان کند، گزیده‌ای از آثارش را در حیاط پشتی خانه‌اش به آتش کشید، بدون آنکه سند و مدرکی از آنها باقی بگذارد. وی بعداً مدعی شد که بعضی از آن آثار بیش از اندازه شخصی بود. باقیشان هم نامطلوب بود و نمی‌خواست که مردم آنها را ببینند.
به گفتهٔ گی‌یرمو دل تورو، کارگردان مکزیکی، «بر اساس سنت قرون وسطی، به نظر می‌رسد بکشینسکی معتقد است که هنر، پیشگویی‌ای است دربارهٔ گوشت و خون – هر آن لذتی که می‌دانیم ملعون به هلاکت است – به این ترتیب، نقاشی‌هایش در آنِ واحد، هم نشان‌دهندهٔ روند فساد و زوال، و هم تقلّایی بی‌وقفه برای زندگی است. آنها درون خود اسراری شاعرانه را نگه می‌دارند که با خاک و خون رنگ آمیخته‌است».

### کارهای بعدی
دههٔ ۱۹۸۰ میلادی، دوره‌ای زودگذر برای بکشینسکی بود. در این میان، به زعم تلاش‌های پیوتر دموخوفسکی، کارهایش در فرانسه شهرت بیشتری پیدا کرد و به محبوبیت ژرفی در اروپای غربی، ایالات متحده آمریکا و ژاپن دست یافت. کار هنری وی در اواخر دهه ۱۹۸۰ و اوایل دههٔ ۱۹۹۰ میلادی متمرکز بر تصاویر یادمانها و مجسمه‌شکل‌هایی است که همراه با صلیب‌هایی در برشی از قالب رنگ ارائه و محصور شده‌اند. نقاشی‌های بکشینسکی در این سبک که عموماً به نظر می‌رسد در خطوطی رنگی متراکم و طراحی شده‌اند، شکوه بسیار کمتری را نسبت به نقاشی‌های «دورهٔ خارق‌العاده» اش دارند، هرچند که به همان اندازه قدرتمند و قوی‌اند. در سال ۱۹۹۴ میلادی بکشینسکی شرح داد «من در جهت بزرگتری از ساده‌نگاری پس‌زمینه، و در همین حال درجه‌ای قابل توجه از تغییر در اشکالی که بدون شناخت از نورپردازی و سایه‌زنی ناتورالیستی نقاشی می‌شدند، در حال حرکت هستم. چیزی که به دنبالشم آن است که در نگاه اول بشود متوجه شد که این نقاشی را من کشیده‌ام». در بخش بعدی از دههٔ ۱۹۹۰ میلادی، وی با رایانه، اینترنت، عکاسی دیجیتال و روتوش عکس آشنا شد و تا آخر عمر خود بر آن متمرکز بود.

## تراژدی‌های خانوادگی و مرگ
اواخر دههٔ ۱۹۹۰ میلادی برای بکشینسکی دوره‌ای بسیار حزن‌آلود و غم‌انگیز بود. همسرش، زوفیا، در سال ۱۹۹۸ وفات یافت؛ یکسال بعد در شب کریسمس سال ۱۹۹۹، پسرش توماش (گویندهٔ محبوب رادیویی، روزنامه‌نگار حوضهٔ موسیقی و مترجم فیلم) دست به خودکشی زد و بکشینسکی متوجه جنازهٔ پسرش شد. از آنجایی که وی نتوانست با مرگ فرزندش کنار بیاید و آن را قبول کند، پاکت نامه ای را با عنوان «برای پسرم توماش، در صورتی که من مردم» را به دیوار اتاقش آویزان کرده بود.
در ۲۱ فبریه سال ۲۰۰۵ میلادی، جنازهٔ بکشینسکی در آپارتمانش واقع در ورشو، درحالی که ۱۷ ضربه چاقو خورده بود پیدا شد. مشخص شد که دوتا از ضربات چاقو موجب مرگ وی شده‌است. رابرت کوپیک، فرزند سرایدار و همچنین دوست بکشینسکی، مدتی کوتاه پس از ارتکاب این جرم بازداشت شد. در ۹ نوابر سال ۲۰۰۶ میلادی به حکم دادگاه ورشو، رابرت کوپیک محکوم به ۲۵ سال حبس در زندان شد و همچنین ۵ سال زندان هم برای همدستش، ووکاش کوپیک مقرر شد. بکشینسکی پیش از مرگش از پرداخت چندصد زلوتی (حدوداً معادل ۱۰۰ دلار آمریکا) به رابرت کوپیک اجتناب کرده بود.